# 장신초등학교 (전북)
장신초등학교는 대한민국 전라북도 부안군 하서면에 있었던 공립 초등학교이다.

## 학교 연혁
- 1967년 1월 6일: 개교
- 2023년 2월 28일: 폐교 및 백련초등학교와 통합[1]

## 참고 자료
- 장신초등학교 - 한국교육학술정보원 학교알리미